# Verizon Communications
Verizon Communications (NYSE: VZ) — американська телекомунікаційна компанія, оператор Broadband доступу в Інтернет, одна з найбільших у США та в усьому світі. Штаб-квартира розтовашована в Нью-Йорку.

## Історія
Створена 2000 року шляхом злиття компаній Bell Atlantic і GTE. У січні 2006 року придбала компанію MCI, що надає послуги зв'язку за IP-протоколом.

## Власники та керівництво
Капіталізація компанії станом на середину липня 2007 року — $124 млрд.
Голова ради директорів та головний управляючий — Іван Сейденберг. Президент — Лоуренс Баббіо-молодший.

## Діяльність
Verizon Communications надає послуги фіксованого та мобільного зв'язку (cdma 800/1900 МГц), послуги супутникового широкосмугового доступу в Інтернет, а також інформаційні послуги. Окрім того, компанії належить великий бізнес з виготовлення телефонних довідників.
2012 року чисельність персоналу становила 188,2 тисячі осіб.